# Матюшенко, Владимир Владимирович
Владимир Владимирович Матюшенко (бел. Уладзімір Уладзіміравіч Мацюшэнка, англ. Vladimir Matyushenko, род. 1 января 1971) — боец смешанного стиля из Белоруссии. Бывший претендент за звание чемпиона в полутяжёлом весе в UFC. Он является первым и единственным чемпионом International Fight League в полутяжёлом весе. По мнению некоторых MMA-изданий, в том числе Sherdog, Матюшенко является одним из ведущих бойцов в своём весе.

## Любительская карьера
Базой Матюшенко является греко-римская борьба, которой он занимался с детства.
Прозвищем Уборщик его наградил Dave Schultz, американский борец, в качестве шутки после того как он одержал победу над членами команды США, куда входил также Олимпийский чемпион Kevin Jackson, на турнире в Сибири. Они поначалу думали, что он является уборщиком матов, одетым бедно.
В 1994 году во время визита сборной Белоруссии в США покинул расположение команды и решил остаться. Не владея языком, он устроился работать тренером по борьбе в колледж, где параллельно учился сам.
Он стал дважды чемпионом по вольной борьбе среди учащихся колледжей, когда учился в Lassen College: в категории 177—184 фунтов в 1996 и в тяжёлой весовой категории в 1997. После Матюшенко перевёлся в Университет Невады, который закончил с дипломом по медицинским наукам в 1999 году.

## Профессиональная карьера в смешанных единоборствах

### International Fighting League
В составе команды «Токийских саблезубых тигров» в 2007 году провёл четыре победных боя, однако в полуфинале команда выбыла из турнира.
В личном первенстве 3 ноября 2007 года Матюшенко победил Alex Schoenauer единогласным решением, завоевав первый в истории IFL чемпионский титул в полутяжёлом весе.
4 апреля 2008 года в Нью-Джерси Матюшенко защитил свой титул, нокаутировав Jamal Patterson во втором раунде
.

### Affliction
После банкротства IFL Матюшенко подписал контракт с Affliction и дебютировал на турнире «Affliction: Day of Reckoning», прошедшем 24 января 2009 года в Анахайме, Калифорния в Honda Center, проиграв техническим нокаутом Антонио Ходжерио Ногейре. На ходе поединка сказалась травма паховых связок у Матюшенко и, по его словам, он хотел бы вновь встретиться с Ногейрой.
16 мая 2009 года Матюшенко единогласным решением судей одержал победу над Jason Lambert на турнире Call to Arms I, проходившем на Citizen Business Bank Arena в Онтарио, Калифорния.

### Ultimate Fighting Championship
Матюшенко дебютировал в турнирах UFC на UFC 32 26 июня 2001 года, победив единогласным решением японского бойца Юки Кондо. В следующем бою на UFC 33 Матюшенко проиграл американцу Тито Ортису в бою за титул чемпиона в полутяжёлом весе. После этого Матюшенко ушёл из UFC.
19 сентября 2009 года Матюшенко вернулся, приняв участие в турнире UFC 103, в котором он одержал победу единогласным решением судей (30-27, 30-27, 30-27) над хорватом Игором Погражецем.
В интервью valetudo.ru Матюшенко сказал, что контракт предполагает 4 боя или 18 месяцев, а также высказал пожелание вновь встретиться с Тито Ортисом.
На 2 января 2010 года был запланирован бой Матюшенко против Steve Cantwell на UFC 108, но последний отказался по неизвестной причине. Ввиду отсутствия времени для поиска замены участие Матюшенко было отменено.
22 марта 2010 года Матюшенко встретился с Eliot Marshall на UFC Live: Vera vs. Jones и победил раздельным решением судей (30-27, 28-29, 30-27).
1 августа 2010 года Матюшенко был побеждён Джоном Джонсом в главном бою турнира UFC Live on Versus: 2.
Позже появилась информация, что Матюшенко встретится с Джейсоном Брилзом (Jason Brilz) на ноябрьском UFC 122. Однако из-за травмы последний был заменён бразильцем Александре Феррейрой (Alexandre Ferreira), которого Матюшенко победил техническим нокаутом в первом раунде.
Матюшенко встречается с Джейсон Брилзом 30 апреля 2011 года на UFC 129. Он выиграл бой нокаутом в 0:20 в первом раунде.
Матюшенко, как ожидалось должен был встретится с Александром Густафссоном 6 августа 2011 года на UFC 133. Но Матюшенко пришлось отказаться от боя в связи с травмой и был заменен Мэттом Хэмиллом.

## Личная жизнь
У Владимира Матюшенко есть сын Роман, также занимающийся смешанными единоборствами.
В настоящее время Матюшенко проживает в городе El Segundo, штат Калифорния, США, где он основал собственный тренировочный центр «VMAT». В свободное время боец предпочитает активный отдых.
В 2010 году компания EA Sports включила Матюшенко в список бойцов своей игры EA Sports MMA.